# Jan Eduard Wagner
Jan Eduard Wagner (18. dubna 1834 Praha – 26. srpna 1904 Praha byl český litograf a kartograf.

## Život
Jan Eduard Wagner byl nemanželský syn čtyřiatřicetileté Anny, rozené Vetterové (1800–1855). Za otce se prohlásil tehdy šedesátiletý pražský měšťan, vdovec Jan (Johann) Wagner (1774–1861), který se s jeho matkou oženil necelé tři měsíce po narození dítěte – 10. července 1835. Jan Wagner dítě legitimizoval a Jan Eduard Wagner se tak stal jeho nejstarším synem. Manželé Wagnerovi měli poté ještě další tři syny a dvě dcery.
Litografem se Jan Eduard Wagner vyučil u pražské firmy Mitag a Wildner. Poté, co byl zaměstnán u různých firem jako litograf, věnoval se kartografii. (Úřední dokumenty též uvádějí jako povolání obchodník s hračkami (Spielwarenhändler).)
Zemřel svobodný v Praze, příčinou náhlého úmrtí byla rakovina střev. Byl pohřben na Olšanských hřbitovech.

## Dílo
Zhruba v roce 1861 vydal barevné litografické mapy okresů pražského kraje v měřítku ca 1:72 900. Mapy doprovází krajinný výjev s postavami.
První Wagnerovou větší prací byla barevná mapa Čech, Moravy a Slezska (Wandkarte von Böhmen, Mähren und Schlesien), kterou vydal ve dvou vydáních v roce 1862, doplněnou abecedním seznamem obcí. Mapa vyšla ve dvou vydáních, doprovodný text v němčině a češtině. V roce 1868 vydal mapu Sušice a okolí.
Dále Jan Eduard Wagner vydal ve spolupráci s Josefem Habelem ještě mapu pražského okolí v měřítku 1:220 000, která byla tištěna i po Habelově smrti. Jako barevnou litografii vydal též mapu křivoklátského okresu.

## Galerie

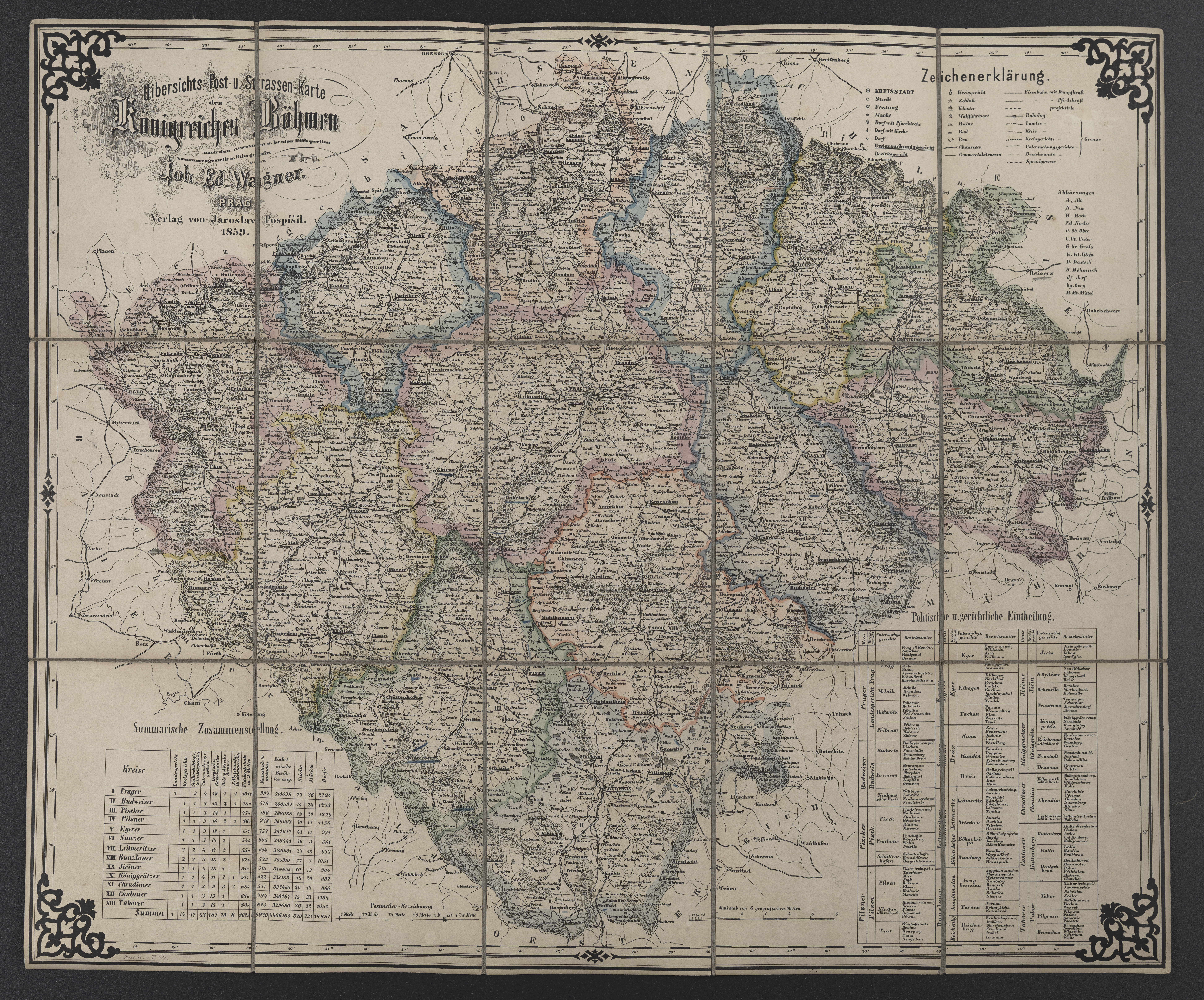
J. E. Wagner: Mapa království českého (vydal Jaroslav Pospíšil, 1859)
J. E. Wagner: Mapa království českého (vydal Jaroslav Pospíšil, 1877)
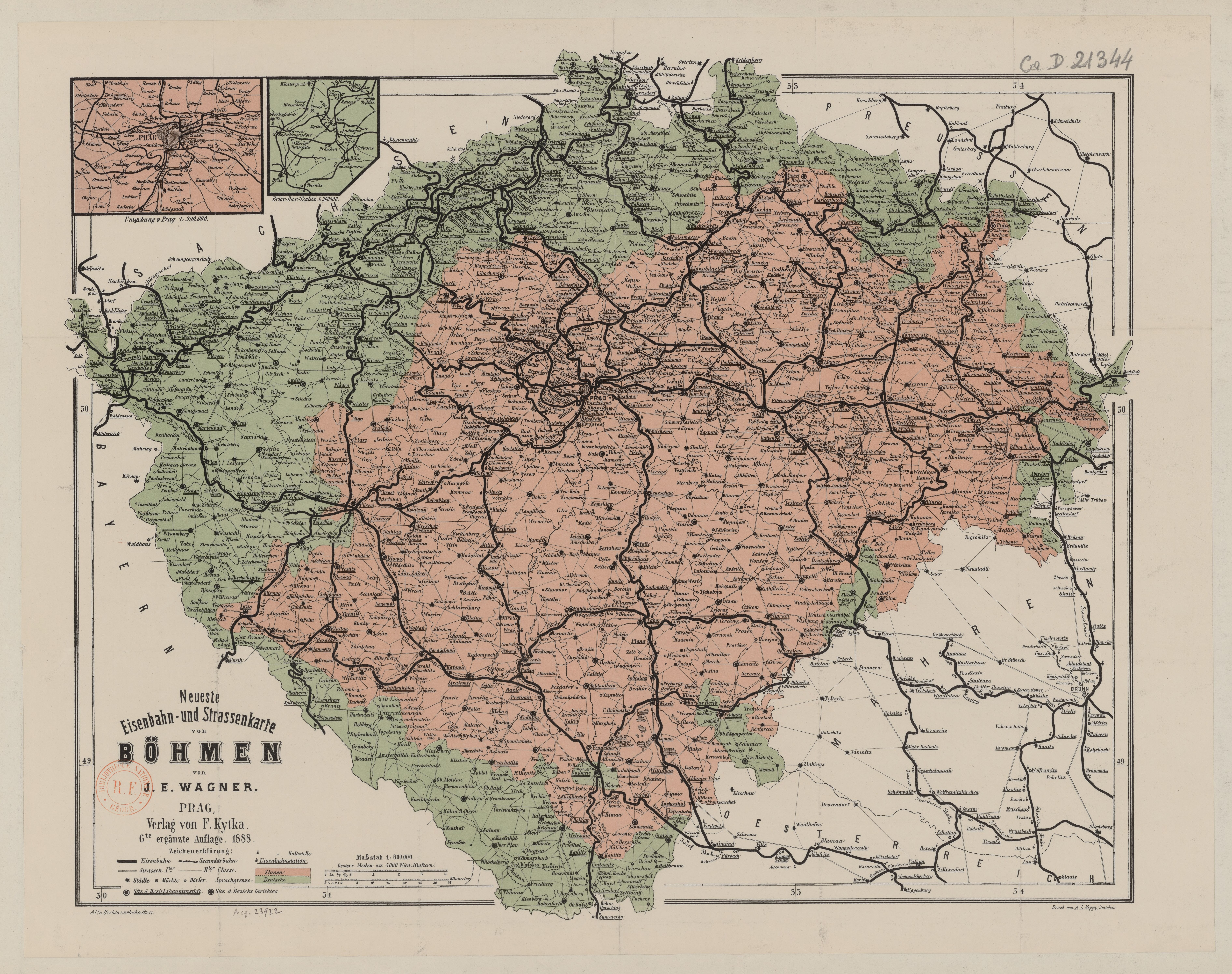
J. E. Wagner: Železniční a silniční mapa Čech (Neueste Eisenbahn-und Strassenkarte von Böhmen; vydal František Kytka, 6. vydání 1888)
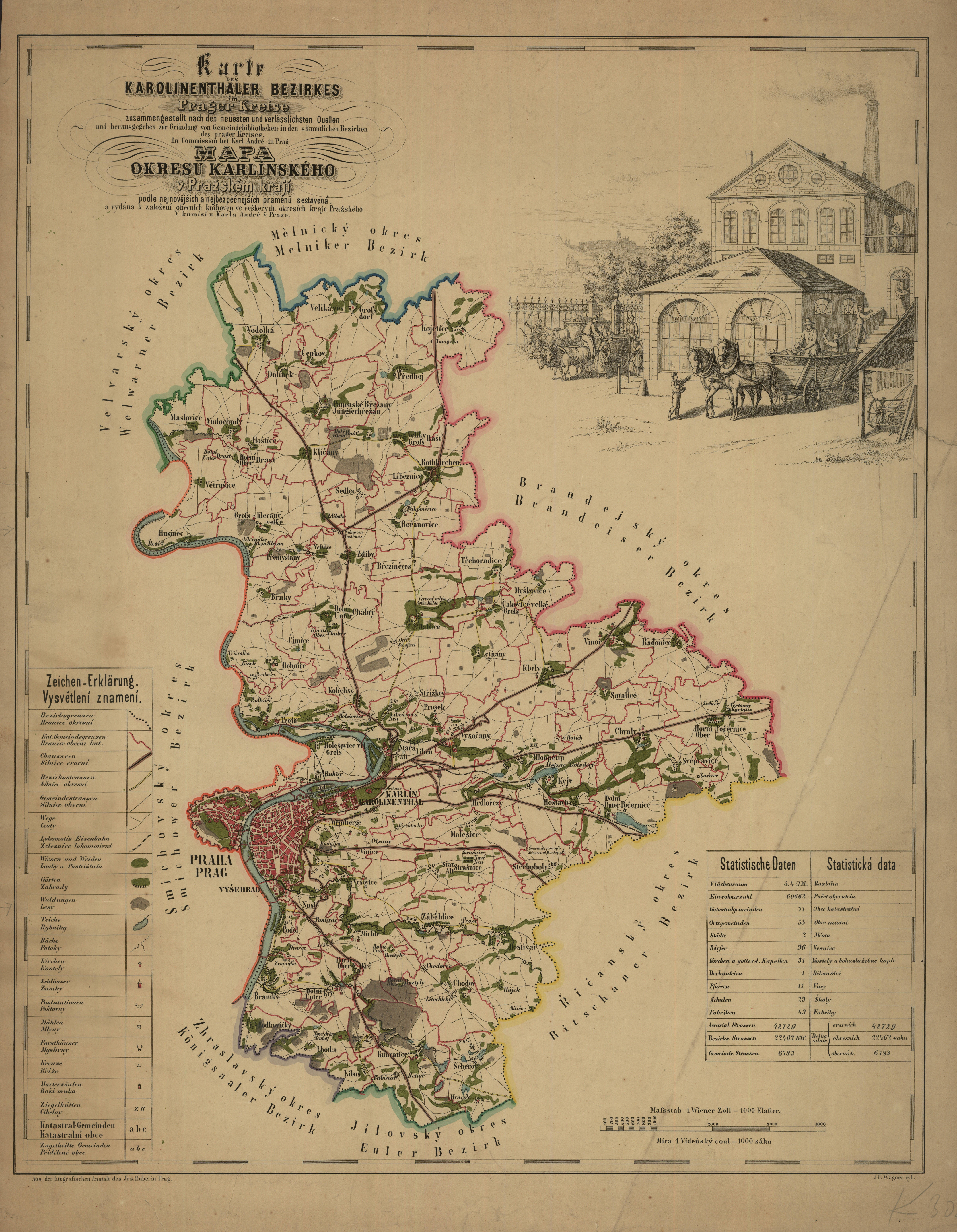
Mapa karlínského okresu (1850, rytina J. E. Wagner)
J. E. Wagner: Severní Čechy (kresba a rytina, 5. vydání, vydal František Kytka, 1894)
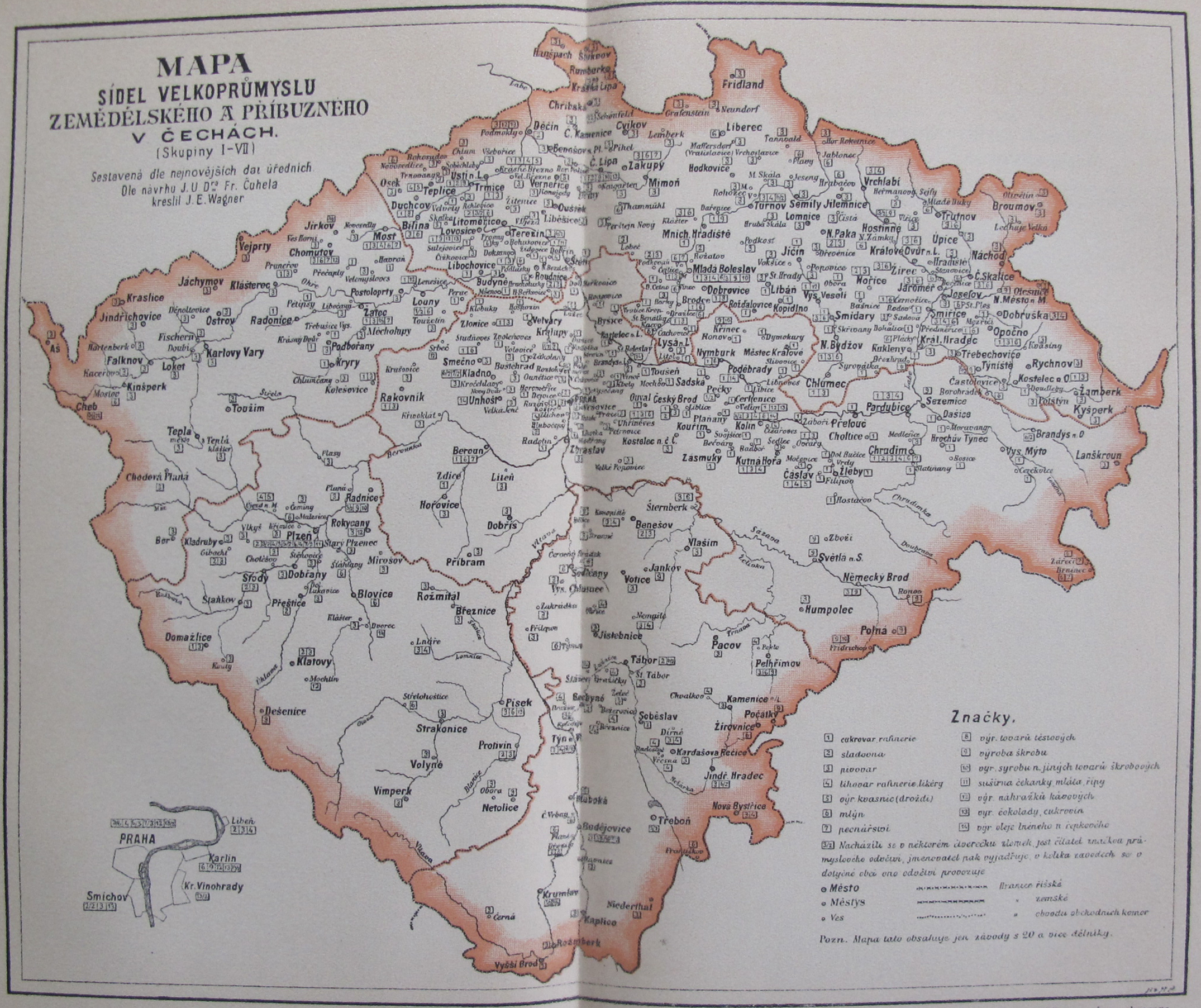
Ottův slovník naučný 8: Mapa sídel velkoprůmyslu zemědělského (1898, kresba J. E Wagner)